# Takida
Takida (Eigenschreibweise: tAKiDA) ist eine 1999 gegründete schwedische Rockband aus Ånge in Västernorrland.

## Geschichte
Die Band wurde 1999 von Robert Pettersson und Fredrik Holm sowie Tomas Wallin gegründet. Der Name geht zurück auf die Figur Gohei Takeda aus der japanischen Anime-Serie Nagareboshi Gin. Das erste Demo gab es bereits 2000 mit dem Titel Old, der Durchbruch in Schweden gelang jedoch erst im Januar 2006 mit dem Song Losing bzw. im April 2006 mit dem Album Make you breathe.
Das zweite Studioalbum Bury the lies war bislang der größte Erfolg und machte die Band in ganz Skandinavien bekannt, allen voran der Song Curly Sue, der einige Wochen in den dortigen Charts vertreten war.
Die Stücke der Band werden gemeinsam geschrieben, während die Texte von Sänger Robert Pettersson stammen.

## Diskografie

### Demoalben
- 2000: Old
- 2000: T2
- 2001: tAKiDA
- 2003: Gohei
- 2004: Thorns

### Studioalben
| Jahr | Titel               | Höchstplatzierung, Gesamtwochen, AuszeichnungChartplatzierungen (Jahr, Titel, Platzierungen, Wochen, Auszeichnungen, Anmerkungen) | Höchstplatzierung, Gesamtwochen, AuszeichnungChartplatzierungen (Jahr, Titel, Platzierungen, Wochen, Auszeichnungen, Anmerkungen) | Höchstplatzierung, Gesamtwochen, AuszeichnungChartplatzierungen (Jahr, Titel, Platzierungen, Wochen, Auszeichnungen, Anmerkungen) | Höchstplatzierung, Gesamtwochen, AuszeichnungChartplatzierungen (Jahr, Titel, Platzierungen, Wochen, Auszeichnungen, Anmerkungen) | Anmerkungen                             |
| Jahr | Titel               | DE | AT | CH | SE | Anmerkungen                             |
| ---- | ------------------- | --- | --- | --- | --- | --------------------------------------- |
| 2006 | Make You Breathe    | — | — | — | SE7 (10 Wo.)SE | Erstveröffentlichung: 29. Mai 2006      |
| 2007 | Bury the Lies       | — | — | — | SE1 Platin · (90 Wo.)SE | Erstveröffentlichung: 16. Mai 2007      |
| 2009 | The Darker Instinct | — | — | — | SE1 ×2Doppelplatin · (41 Wo.)SE                                                                                                   | Erstveröffentlichung: 2. September 2009 |
| 2011 | The Burning Heart   | — | — | — | SE1 ×2Doppelplatin · (54 Wo.)SE                                                                                                   | Erstveröffentlichung: 27. Juli 2011     |
| 2014 | All Turns Red       | — | — | — | SE1 Gold · (29 Wo.)SE | Erstveröffentlichung: 12. März 2014     |
| 2016 | A Perfect World     | — | — | — | SE1 Gold · (57 Wo.)SE | Erstveröffentlichung: 22. April 2016    |
| 2019 | Sju                 | DE29 (1 Wo.)DE | — | — | SE5 (7 Wo.)SE | Erstveröffentlichung: 7. Juni 2019      |
| 2021 | Falling from Fame   | DE17 (2 Wo.)DE | — | — | SE6 (2 Wo.)SE | Erstveröffentlichung: 27. August 2021   |
| 2024 | The Agony Flame     | DE8 (1 Wo.)DE | AT64 (1 Wo.)AT | CH57 (1 Wo.)CH | SE12 (1 Wo.)SE | Erstveröffentlichung: 9. Februar 2024   |

### Kompilationen
| Jahr | Titel                          | Höchstplatzierung, Gesamtwochen, AuszeichnungChartplatzierungen (Jahr, Titel, Platzierungen, Wochen, Auszeichnungen, Anmerkungen) | Höchstplatzierung, Gesamtwochen, AuszeichnungChartplatzierungen (Jahr, Titel, Platzierungen, Wochen, Auszeichnungen, Anmerkungen) | Anmerkungen                             |
| Jahr | Titel                          | DE | SE | Anmerkungen                             |
| ---- | ------------------------------ | --- | --- | --------------------------------------- |
| 2012 | A Lesson Learned – The Best Of | — | SE2 Gold · (18 Wo.)SE | Erstveröffentlichung: 28. November 2012 |

### Singles
| Jahr | Titel Album                                  | Höchstplatzierung, Gesamtwochen, AuszeichnungChartsChartplatzierungen (Jahr, Titel, Album, Platzierungen, Wochen, Auszeichnungen, Anmerkungen) | Anmerkungen                              |
| Jahr | Titel Album                                  | SE | Anmerkungen                              |
| ---- | -------------------------------------------- | --- | ---------------------------------------- |
| 2006 | Losing Make You Breathe                      | SE2 (6 Wo.)SE | Erstveröffentlichung: 30. Januar 2006    |
| 2007 | Halo Bury the Lies                           | SE50 (5 Wo.)SE | Erstveröffentlichung: 19. Juni 2007      |
| 2007 | Curly Sue Bury the Lies                      | SE1 Platin · (63 Wo.)SE |                                          |
| 2008 | Handlake Village Bury the Lies               | SE16 (19 Wo.)SE | Erstveröffentlichung: 12. Dezember 2008  |
| 2009 | As You Die The Darker Instinct               | SE20 (10 Wo.)SE | Erstveröffentlichung: 22. Juni 2009      |
| 2009 | The Things We Owe The Darker Instinct        | SE3 Gold · (19 Wo.)SE | Erstveröffentlichung: 16. September 2009 |
| 2010 | Never Alone Always Alone The Darker Instinct | SE12 Platin · (18 Wo.)SE | Erstveröffentlichung: 21. April 2010     |
| 2011 | You Learn The Burning Heart                  | SE5 ×4Vierfachplatin · (29 Wo.)SE | Erstveröffentlichung: 21. November 2011  |
| 2016 | Better A Perfect World                       | SE73 Platin · (9 Wo.)SE | Erstveröffentlichung: 18. März 2016      |

Weitere Singles
- 2006: Jaded
- 2006: Reason to Cry
- 2008: The Dread
- 2010: Deadlock
- 2011: Was It I
- 2011: Haven Stay
- 2011: Willow and Dead
- 2011: In the Water
- 2011: Fire Away
- 2011: The Artist
- 2011: Ending Is Love
- 2011: The Fear
- 2011: The Burning Heart
- 2011: Silence Calls (You and I)
- 2011: It’s My Life
- 2012: Swallow (Until You’re Gone)
- 2018: Master
- 2019: What About Me?
- 2023: The Loneliest Hour
- 2023: Your Blood Awaits You
- 2025: The Game